# Artur Żmijewski (Videokünstler)
Artur Żmijewski (* 26. Mai 1966 in Radzymin, Polen) ist ein polnischer Künstler, der sich der Medien und Stilmittel Fotografie, Video- und Aktionskunst bedient. Er ist künstlerischer Redakteur von der Krytyka Polityczna.

## Biographie
Von 1990 bis 1995 studierte Artur Żmijewski an der Warschauer Akademie der Schönen Künste bei Professor Grzegorz Kowalski.
In seinen Arbeiten finden sich sowohl die Banalitäten als auch extreme Randerscheinungen des Alltags wieder und werden – teilweise drastisch – thematisiert. „Normales“ wird von ihm immer wieder künstlerisch in Frage gestellt.
Seine Arbeiten beschäftigen sich auch mit menschlichen Behinderungen und deren Wahrnehmung. Eine Arbeit von Artur Żmijewski ist sein zweiteiliges Projekt Singing Lesson mit gehörlosen und schwerhörigen Jugendlichen. Bei dieser Aktion hat Artur Żmijewski mit diesen Jugendlichen in Warschau und Leipzig eine Kantate von Johann Sebastian Bach und ein Kyrie von Jan Maklakiewicz eingeübt und öffentlich aufgeführt.
Eine weitere Arbeit von Artur Żmijewski ist die von 1998 bis 2000 entstandene Fotoserie Auge um Auge. Auf den Fotos werden Menschen mit körperlichen Behinderungen dargestellt, denen von „gesunden“ Menschen fehlende Glieder und Körperteile „ausgeliehen“ werden.
Im Jahr 2005 vertrat Artur Żmijewski Polen auf der 51. Kunstbiennale von Venedig. 2007 wurde er als teilnehmender Künstler zur documenta 12 nach Kassel eingeladen.
Artur Żmijewski kuratierte die 7. Berlin Biennale für zeitgenössische Kunst (2012).
Sein Video Berek aus dem Jahr 2001, das eine Gruppe Nackter beim Fangen spielen in der Gaskammer eines ehemaligen Konzentrationslagers zeigt, wurde 2011 aus einer Ausstellung entfernt. Das Video wurde wiederholt von den Medien negativ aufgegriffen und von jüdischen Gruppen verurteilt.

## Einzelausstellungen
- 2012: Videozone / Artur Żmijewski, Ludwig Forum für Internationale Kunst, Aachen[6]
- 2005: Artur Zmijewski Artur Zmijewski, Kunsthalle Basel
- 2004 / 2005: Singing Lesson, Kunsthalle Helsinki
- 2003: (zusammen mit Paweł Althamer) Kunstverein Düsseldorf / Wilkinson Gallery, London / V I D E O Baltic Gallery of Contemporary Art, Słupsk / Galerie für Zeitgenössische Kunst, Leipzig
- 2022: Artur Zmijewski - When Fear Eats the Soul, PAC - Padiglione d’Arte Contemporanea, Mailand, Italien

## Gruppenausstellungen
- documenta 14, Kassel
- 2006 „YOU WON’T FEEL A THING“, Kunsthaus Dresden / KULTURZONE 06, Schirn Kunsthalle, Frankfurt am Main / The Impossible Theatre, Kunsthalle Wien / „The Impossible Theatre“; Zachęta National Gallery, Warschau / „A Short History of Performance IV“, Whitechapel Art Gallery, London / „VON DER ABWESENHEIT DES LAGERS“, Kunsthaus Dresden / „The Impossible Theatre“, Barbican Centre, London / „The New Reality of Europe“, Museum of Contemporary Art, Tokyo
- 2005 „Positioning“, Hiroshima City Museum of Contemporary Art / „IRREDUCIBLE Bronx Museum of the Arts“, New York / „KunstFilmBiennale Köln 2005“, Kunstfilmbiennale Köln / „WAR IS OVER“, Galleria d´Arte Moderna, Bergamo / „NOT A DROP BUT THE FALL“, Künstlerhaus Bremen / „October Art Salon Belgrade 2005“, Belgrade Cultural Centre, Belgrad / „EGOCENTRIC, IMMORAL, OUTMODED“, Zachęta National Gallery, Warschau / „Positioning National Museum of Art“, Osaka, Japan / „Das unmögliche Theater“, Kunsthalle Wien / „Irreducible“, Miami Art Central / „Panopticon“, Zachęta National Gallery, Warschau / „51. Biennale Venedig 2005“ Biennale Venedig / „Prague Biennale“, Prag Biennale / „KOLLEKTIVE KREATIVITÄT“ Kunsthalle Fridericianum, Kassel / „ARRIVALS: Poland“, Museum of Modern Art, Oxford / „Decoding Poland“ / Film Screening International Foundation Manifesta, Amsterdam / „transmediale.05“ Transmediale Berlin / „SCHAUSPIEL OHNE RAMPE“ Shedhalle Zürich / „ACADEMY. Teaching Art, Learning Art“ Kunstverein Hamburg / „Irreducible: Contemporary Short Form Video“ CCA Wattis, San Francisco / „INSTANT EUROPE“ Villa Manin, Codroipo
- 2004 „artparis“ 2004 Art Paris / „E.U. positive - Kunst aus dem neuen Europa“, Akademie der Künste, Berlin / „Memoirs of a Time of Immaturity“, Passage de Retz, Paris / „Privatisierungen – zeitgenössische Kunst aus Osteuropa“, KW Berlin / „Videodreams“, Kunsthaus Graz / „Under the White and Red Flag“, Contemporary Art Center, Vilnius
- 2003 „Sound Systems“ Kunstverein Salzburg
- 2002 „Manifesta 4 Frankfurt 2002“ International Foundation Manifesta, Amsterdam / „Dangerous liaisons“, Arsenal City Gallery, Posen
- 2001 „Abbild / steirischer herbst“, steirischer herbst, Graz / „IN FREIHEIT \ ENDLICH – POLNISCHE KUNST NACH 1989“, Kunsthalle Baden-Baden
- 1999 „After the Wall“, Moderna Museet Stockholm

## Film
- 2010: Blindly: Sechs Blinde malen unter Żmijewskis Anleitung, beschreiben ihr Tun und sprechen über ihr Leben.
- 2009: Sculpture Plein-air - Swiecie
- 2004: 80064

## Ehrung
- 2010: Ordway Prize vergeben vom New Museum of Contemporary Art, Bowery, New York